# Șușturogi
Șușturogi – wieś w Rumunii, w okręgu Bihor, w gminie Cetariu. W 2011 roku liczyła 264 mieszkańców.